# Sid (banda)
SID (シド Shido?) es una banda visual kei de rock japonés, actualmente ha firmado con Sony Music Japan a través Ki/oon Records. 

## Historia
SID se juntó por primera vez en el 2003, cuando Mao (exmiembro de Shula) reclutó a Aki (exmiembro de Ram-Rem) después de verlo tocar en vivo. Más tarde contrató a Yuuya (exmiembro de Shula) y Shinji (exmiembro de Uranus) de sus respectivas bandas para trabajar como miembros de soporte en SID. Con esta formación, la banda empezó como grupo de Visual Kei.
La joven banda debutó el 20 de agosto de ese mismo año con su primera demo en mini-disc “Yoshigai Manabu 17-sai (Mushoku)”  (吉開学17歳(無職)) de la cual tuvieron que hacer una segunda tirada el 7 de noviembre. También participaron en muchos eventos y giras indies al lado de grupos como Sugar Trip y Sinkro. Estas apariciones llevaron a SID a dar su primer concierto el 20 de diciembre en la sala Y2K Roppongi en el que se agotaron todas las entradas.
En sus inicios, los miembros del grupo repartieron volantes y también utilizaron megáfonos como medio de promoción personal. Sus lanzamientos varían mucho en estilo y composición, tienen como objetivo obvio atraer a una amplia audiencia. SID creció rápidamente en sus primeros años, a una velocidad que sorprendió a numerosas publicaciones y que les valió el título de "the monster band of the indie scene". 
El 14 de enero de 2004, el grupo ofreció un concierto en la Meguro rock-may-kan donde anunciaron que Shinji y Yuuya pasarían a ser miembros oficiales de SID. A pesar de haber empezado en el 2003, esta es la fecha que los miembros del grupo consideran como el nacimiento de SID. Con el grupo ya completo, lanzaron su primer sencillo "Kaijou-Ban" (会場盤) el 28 de marzo bajo un sello independiente llamado “Aishuu Democracy”. Este sencillo solo lo vendían en los conciertos (tal como su nombre indica) y se agotó, así que el 4 de abril decidieron sacar una segunda tirada llamada Tsuuhan-Ban (通販盤) la cual solo podía pedirse por correo, pero esta también se agotó. Finalmente, el 6 de junio, lanzaron una tercera tirada que llamaron Ryutsu-Ban (流通盤). Entre los días 14 y 16 de mayo SID hizo una aparición de dos días en el American Convention Anime Central. 
Entre julio y agosto la banda colaboró en la gira “Stylish Wave Circuit 04” con grupos como Charlotte, Doremidan, Porori, etc. Al finalizar esta, realizaron un concierto el 30 de agosto en el Shibuya Club Quattro. También ofrecieron otro concierto el 9 de diciembre en el Ikebukuro Cyber.
El 22 de diciembre del mismo año, SID lanzó su primer álbum “Renai” (憐哀-レンアイ-), ya bajo la discográfica Danger Crue Records (en colaboración con Yasunori Sakurazawa, quien ayudó en la organización de muchas de sus primeras canciones). También participaron en el evento “DANGER CRUE Presents “tenka-san”” (DANGER CRUE Presents「天嘉-参-」) el día de Navidad en el Nippon Budokan, patrocinado por la discográfica. El 26 de diciembre de 2004 tomaron parte, además, en el evento “Beauti-Fool's Fest 04” patrocinado por la revista Fool's Mate en el Tokyo Bay NK Hall.
SID empezó el 2005 con una pequeña gira de tres actuaciones para promocionar “Renai”. Agotaron las entradas en los tres conciertos que tuvieron lugar el 1 de enero en el Nagoya Heartland, el día 7 en el Nanba Rockets y, finalmente, el día 14 en el LIQUIDROOM ebisu. El 3 de marzo, el grupo participó en el “event 「independence-D」” en el Shinkiba STUDIO COAST. El 21 de abril, ofrecieron un concierto secreto en el Meguro rock-may-kan, y el 24 realizaron otro concierto llamado “Darkness wing of pain ～傷ついた翼を広げて" en el Shinigawa Prince Hotel stella Ball. En este último, anunciaron que su siguiente lanzamiento sería una combinación de single+DVD que saldría a la venta el 20 de julio. También informaron del concierto que ofrecerían para promocionarlo, el cual tendría lugar cinco días después, el 25 de julio en la universidad femenina de Showa. Como las entradas se agotaron nada más anunciarse el concierto, decidieron dar otro en el mismo sitio al día siguiente. Anteriormente, el 1 de mayo, participaron en el evento “stylish wave'05 Shibuya no Tairan” (event stylish wave'05渋谷の大乱) en el SHIBUYA-AX.
El 4 de octubre se creó el club de fanes oficial llamado "ID-S" y el mismo día se llevó a cabo un evento en el SHIBUYA-AX llamado “concierto de inauguración de ID-S” (event ID-S発足記念LIVE). Una semana más tarde, el día 12 salió a la venta el nuevo sencillo del grupo llamado “Sweet?” y, además, ese mismo día dio comienzo su gira “2005 Autumn Tour “Sweet?””, la cual duraría hasta el 23 de noviembre y constaría de ocho actuaciones repartidas por Japón. En mitad de la gira, el 16 de noviembre, SID lanzó su segundo álbum “Hoshi no miyako” (星の都).
El día de Navidad, la banda participó por segunda vez en el evento promocionado por la Danger Crue Records en el Nippon Budokan. Para finalizar el año, tomaron parte en el “event NACK5 Presents BEAT SHUFFLE LIVE SIDE 2005 ～7th Anniversary～」” en el Omiya Sonic City.
El 8 de febrero el grupo lanzó el sencillo “hosoikoe” (ホソイコエ) a la venta. Al mes siguiente, el 5 de marzo, SID volvió a tocar en el “event 「independence-D」” en el Shinkiba STUDIO COAST.
En abril dieron dos conciertos especiales a los cuales llamaron “2006. Spring Special”. Uno de los conciertos fue el día 16 en el Tokyo International Forum Hall A y el segundo, el día 30 en el Osaka Welfare Pension Hall.
El 14 de junio sacaron el sencillo “chapter 1” y, acto seguido, el 16 de agosto lanzaron “otegami” (御手紙).
El 29 de agosto tuvo lugar un concierto en el Nippon Budokan llamado “Summer Festa 2006 「LIVE AT BUDOKAN」”.
El 4 de octubre se celebró un encuentro con los miembros de ID-S para presentar su tercer álbum “play”. En este, los miembros del club de fanes tuvieron la oportunidad de poder escuchar el CD antes de su lanzamiento. También pudieron ver en exclusiva una proyección del vídeo grabado en el extranjero. Un mes después, el 8 de noviembre, salió a la venta el álbum.
El día de Navidad el grupo participó por tercera vez en el evento patrocinado por la Danger Crue Records en el Nippon Budokan.
Tres días después, del 28 de diciembre al 6 de febrero, dio comienzo la gira nacional “SID TOUR 06⇒07 ”play”” que constaría de trece actuaciones. Un día después, el 7 de febrero, el grupo sacó a la venta su primer DVD titulado “SIDNAD vol.1 ～film of“play”～” y el 4 de abril, lanzaron el sencillo “smile”. El 14 y el 21 del mismo mes, el grupo dio dos conciertos adicionales que incluiría dentro de la gira de “play”.
El 11 de julio salió a la venta el sencillo “natsukoi” (夏恋).
Entre los días 11 y 24 de septiembre, la revista “WHAT's IN?” llevó a cabo un evento que consistía en una gira de seis actuaciones en diferentes salas ZEPP por Japón, el evento fue llamado “WHAT's IN? Presents LIVE for MUSIC PEOPLE WE LOVE MUSIC @ZEPP TOUR 2007”.
El 26 de septiembre SID lanzó el sencillo “mitsuyubi~MITSUYUBI~” (蜜指〜ミツユビ〜).
Para celebrar el segundo aniversario del club de fanes oficial, el 4 de octubre se llevó a cabo un evento llamado “Evento para celebrar el segundo aniversario del FC de SID. ZUKYUUN BAKYUUN ZUKKOKE la llegada de los cuatro hermanos es el jueves por la noche” (シドFC発足2周年記念イベントです ズキューン　バキューン　ズッコケ四兄弟が来た夜は木曜日です) en la LIQUID ROOM.
El 5 de diciembre, se hizo el lanzamiento del sencillo “Namida no Ondo” (涙の温度).
Por último, el día 26 de diciembre, SID participó en el evento “JACK IN THE BOX 2007” (se trata del mismo evento en el que el grupo participaba cada Navidad renombrado) en el Nippon Budokan.
La primera actividad del 2008 para SID fue un concierto secreto en Shiodome el 16 de febrero. Cuatro días después, salió a la venta el cuarto álbum del grupo “Sentimental Macchiato” (センチメンタルマキアート). A esto le siguió una gira nacional que constó de once actuaciones entre el 5 de marzo al 31. La gira tendría una actuación final el 1 de mayo. La gira se llamó “TOUR 2008 Sentimental Macchiato” (TOUR 2008 センチメンタルマキアート).
El 14 de mayo, salió a la venta el segundo DVD del grupo “SIDNAD VOL.2 〜CLIPS ONE〜” y el 17 del mismo mes, participaron en un evento patrocinado por la revista PATi►PATi “PATi★Night Episode 01” en el JCB HALL.
El 2 de junio dio comienzo la última gira del grupo como “indies” llamada “última gira indie, el lugar favorito” (インディーラストツアーいちばん好きな場所). Esta finalizó el día 26 de julio y constó de 28 actuaciones a nivel nacional.
El 13 de agosto el grupo sacó a la venta su quinto álbum, un recopilatorio de las canciones que acompañan a los sencillos, titulado “Side B complete collection〜e.B〜”.
Para celebrar el tercer aniversario del club de fanes, el grupo ofreció dos conciertos llamados “SID vs SID” (シドvsシド) los días 1 y 4 de octubre El primero tuvo lugar en el Osaka BIG CAT y el segundo en el SHIBUYA-AX.
El 15 de octubre salió a la venta el tercer DVD del grupo “SIDNAD Vol.3 ~TOUR 2008 Sentimental Macchiato” (SIDNAD Vol.3 ～TOUR 2008 センチメンタルマキアート～) y el 29 del mismo mes salió el primer sencillo del grupo como major “monokuro no kisu” (モノクロのキス). Opening de la popular serie Kuroshitsuji.
El 2 de noviembre el grupo dio su primer concierto como “major” en el Nippon Budokan en el que se agotaron las entradas y acudieron 13.000 personas.
El 1 de diciembre el grupo tomó parte en un evento patrocinado por FM Osaka llamado “FM OSAKA “BUZZ ROCK” 10th Anniversary LIVE !!! BUZZ MANIAX” en el Nanba Hatch. Al día siguiente participaron en un espectáculo de la revista “WHAT's IN?” llamado “WHAT's IN? Present 20th ANNIVERSARY LIVE ! [WHAT's IN? 20] en el JCB HALL. Finalmente, el 27 de diciembre el grupo participó de nuevo en el evento “JACK IN THE BOX 2008” en el Nippon Budokan.
El 14 de enero de 2009 sacaron a la venta el sencillo “nidome no kanojo” (2 °C目の彼女).
Durante los meses de marzo y abril el grupo se embarcó en una gira llamada “TOUR 2009 「sakura saku」” (TOUR 2009 「サクラサク」) la cual duró desde el 5 de marzo hasta el 18 de abril y constó de 13 conciertos. Al volver de la gira, el 29 de abril, el grupo sacó su tercer sencillo como “major”, “uso” (嘘), para luego, el 1 de julio, lanzar su primer álbum como “major”, “hikari”. Acto seguido SID se fue de nuevo de gira durante los siguientes meses en “TOUR 2009 「hikari」”. Esta tuvo lugar del 10 de julio al 12 de octubre y constó de 27 actuaciones, el primero de estos conciertos fue especial para los miembros de ID-S. En medio de esta gira el 15 de agosto, el grupo participó en el evento “JACK IN THE BOX 2009 SUMMER” en el Makuhari Messe.
El 1 de noviembre, SID participó en “Fullmetal Alchemist FESTIVAL'09 in Pacifico Yokohama” en la Universidad Nacional de Yokohama. Diez días después salió a la venta el sencillo “one way”.
El 27 de diciembre, tomaron parte de nuevo en el “JACK IN THE BOX 2009” en el Nippon Budokan. Para terminar el año, el día 31 ofrecieron un concierto secreto en el Ikebukuro Cyber.
El 10 de febrero de 2010 lanzaron el DVD “SIDNAD Vol.4 〜TOUR 2009 hikari” y el 3 de marzo salió a la venta el sencillo “sleep”. Al día siguiente, el grupo empezó una gira “livehouse tour 「lugar favorito 2010」” (ライブハウスツアー「いちばん好きな場所2010」). Los dos primeros conciertos de la gira fueron especiales: el 4 de marzo fue un concierto al que solo podían asistir hombres en el Shinjuku LOFT y el siguiente, el 11 de marzo, tuvo lugar en el Zepp Tokyo y solo podían asistir parejas. El resto de la gira tuvo lugar entre el 12 de marzo y el 28 de abril y, sin contar los dos primeros, contó con un total de 23 actuaciones.
El 2 de junio, SID lanzó el sencillo “RAIN” (レイン).
El 31 de julio hicieron un concierto especial “SID Summer Festa 2010 〜SAITAMA SUPER LIVE〜” y, casi un mes después, el 21 de agosto, actuaron en el “JACK IN THE BOX 2010 SUMMER” en el Makuhari Messe.
Un mes más tarde, el 29 de septiembre, lanzaron el sencillo “cosmetic” y el 1 de diciembre salió a la venta el sencillo “ranbu no MELODY” (乱舞のメロディ).
Para finalizar el año, hicieron un concierto especial el 11 de diciembre en el TOKYO DOME con el nombre de “SID YEAR END CLIMAX 2010 〜a todo lo de SID〜” (SID YEAR END CLIMAX 2010 〜全てのシドへ〜).
El 31 de enero de 2011, el grupo participó en el evento “au by KDDI presents ONTAMA CARNIVAL 2011” (au by KDDI presents オンタマカーニバル2011) en el Yokohama Arena.
El 23 de febrero sacaron el álbum “dead stock” y, seguidamente, hicieron una gira nacional. La gira se llamó “dead stock TOUR 2011” y constó de 12 actuaciones entre el 1 de marzo y el 12 de junio. Poco después del comienzo de la gira, el 16 de septiembre, vio la luz el DVD “SIDNAD Vol. 6 〜LIVE 2010〜”.
Un mes después de la gira, salió el sencillo “itsuka” (いつか) el 28 de septiembre.
El 4 de octubre, ofrecieron un concierto limitado para los miembros de ID-S en el Nippon Budokan. El día siguiente salió a la venta el siguiente DVD “SIDNAD Vol. 7 〜dead stock TOUR 2011〜”. El día 22 del mismo mes, participaron en el “HALLOWEEN PARTY 2011” presidido por VAMPS en el Makuhari Hesse.
Durante el mes de noviembre, SID dio una serie de conciertos especiales, algunos solo podían saberse a través del móvil, otros solo para miembros de ID-S, etc. Fueron un total de 8 conciertos por diversos lugares de Japón, del 1 de noviembre al 28 del mismo mes.
El 27 de noviembre tomaron parte en el “JACK IN THE BOX 2011” en el Nippon Budokan. Al día siguiente salió a la venta el sencillo “fuyu no BENCH” (冬のベンチ).
El 29 de enero de 2012 volvieron a participar en el “「au by KDDI」presents ONTAMA CARNIVAL 2012” (「au by KDDI」presents オンタマカーニバル2012) en el Yokohama Arena.
El 16 de marzo SID ofreció un concierto especial en el Zepp Tokyo para presentar las nuevas canciones de los sencillos por venir.
El 18 de abril participaron en el evento del 20 aniversario de la Ki/oon Records “Ki/oon 20 years & days” en la LIQUIDROOM ebisu.
El 2 de mayo lanzaron el sencillo “nokoriga” (残り香) y el día 9 el siguiente sencillo “S”.
Del 1 de junio al 27 de julio el grupo llevó a cabo una gira del álbum que iban a lanzar. “Tour 2012 「M&W」preview” constó de 23 actuaciones. El 1 de agosto salió a la venta el álbum “M&W” y un mes más tarde retomaron la gira con el nombre de “TOUR 2012 「M&W」”, que duró del 2 de septiembre al 31 de octubre con dos actuaciones extras los días 17 y 18 de noviembre y tuvo, en total, 21 conciertos.
La última actividad del 2012 fue el lanzamiento del sencillo “V.I.P” el 21 de noviembre.
El 16 de enero de 2013 lanzaron el recopilatorio “SID 10th Anniversary BEST”.
El 6 de abril dieron el concierto del 10º aniversario del grupo en el Yokohama Stadium. Y cuatro días después salió el sencillo “koi ni ochite” (恋におちて).
El 27 de agosto de 2014, lanzaron "Enamel". Es el opening del anime Kuroshitsuji: Book of circus.
El 10 de diciembre de 2014, lanzaron White Tree. Un nuevo sencillo.
El 25 de noviembre de 2015, lanzaron "Hyoryu". Un nuevo sencillo.
El 13 de enero de 2016 lanzaron el "SID all singles best", que es una recopilación de sus singles más famosos, con sus respectivos vídeos originales, ahora en calidad HD. Este nuevo disco trae una canción nueva titulada Yumegokochi. 
Aki (bajista de la banda) Mao (vocalista de la banda) cuentan con una carreras como solistas.

## Formación
- マオ(Mao) nacido el 23 de octubre de 1977.

Nombre real: Yamaguchi Masao 山口真生. : voz 
Tipo de Sangre: AB 
Altura: 173cm
Peso: 54kg 
Lugar de nacimiento: Fukuoka
Mao es un fan de Kuroyume, SADS y Ringo Shiina.
- しんぢ(Shinji) nacido el 8 de febrero de 1979.

Nombre real: Ninomiya Shinjini 二宮慎司: guitarra 
Tipo de sangre: O 
Altura: 178 cm 
Peso: 55 kg 
Lugar de nacimiento: Saitama
Shinji es un fan de Boøwy.
- 明希(Aki) nacido el 3 de febrero de 1981. (Debutó el 2015 como solista con su álbum Arise , pero sigue en SID)

Nombre real: Ichiki Akihito 一木祥史 : bajo, coros
Tipo de Sangre: B 
Altura: 175cm 
Peso: 55 kg 
Lugar de nacimiento: Kanagawa
Aki es un fan de B'z, Luna Sea, Oasis y Akina Nakamori.
- ゆうや(Yuya) nacido el 9 de diciembre de 1981.

Nombre real: Shirato Yuya 白戸友也: batería 
Tipo de sangre: A 
Altura: 180 cm 
Peso60 kg: 
Lugar de nacimiento: Chiba

## Discografía

### Álbumes de estudio
|     | Lanzamiento             | Título                                           | Posición en ORICON Charts | Ventas         |
| --- | ----------------------- | ------------------------------------------------ | ------------------------- | -------------- |
| 1.° | 22 de diciembre de 2004 | Ren'ai (憐哀-レンアイ)                           | N/A                       | N/A            |
| 2.° | 16 de noviembre de 2005 | Hoshi no Miyako (星の都)                         | 26                        | N/A            |
| 3.° | 8 de noviembre de 2006  | play                                             | 9                         | N/A            |
| 4.° | 20 de febrero de 2008   | Sentimental Macchiato (センチメンタルマキアート) | 8                         | N/A            |
| 5.° | 1 de julio de 2009      | hikari                                           | 2                         | 109 501 copias |
| 6.° | 23 de febrero de 2011   | dead stock                                       | 4                         | 77 077 copias  |
| 7.° | 1 de agosto de 2012     | M&W                                              | 3                         | N/A            |
| 8.° | 12 de marzo de 2014     | OUTSIDER                                         | 5                         | N/A            |
| 9.° | 6 de septiembre de 2017 | NOMAD                                            | N/A                       | N/A            |

### Grandes éxitos
|     | Lanzamiento          | Título                                               | Posición en ORICON Charts | Ventas |
| --- | -------------------- | ---------------------------------------------------- | ------------------------- | ------ |
| 1.° | 13 de agosto de 2008 | Side B complete collection ~e.B~ (B-side Best Album) | 10                        | N/A    |
| 2.° | 16 de enero de 2013  | SID 10th Anniversary BEST                            | 1                         | 65 000 |

### Sencillos
|      | Lanzamiento              | Título                              | Posición en ORICON Charts | Ventas         |
| ---- | ------------------------ | ----------------------------------- | ------------------------- | -------------- |
| 1.°  | 28 de marzo de 2004      | Kanjou Ban (会場盤)                 | N/A                       | N/A            |
| 2.°  | 4 de abril de 2004       | Tsuuhan Ban (通販盤)                | N/A                       | N/A            |
| 3.°  | 6 de junio de 2004       | Ryuutsuu Ban (流通盤)               | N/A                       | N/A            |
| 4.°  | 20 de julio de 2005      | paint pops                          | N/A                       | N/A            |
| 5.°  | 12 de octubre de 2005    | Sweet?                              | 23                        | N/A            |
| 6.°  | 8 de febrero de 2006     | Hosoi Koe (ホソイコエ)              | 18                        | N/A            |
| 7.°  | 14 de junio de 2006      | chapter 1                           | 10                        | 17 000 copias  |
| 8.°  | 16 de agosto de 2006     | Otegami (御手紙)                    | 9                         | 18 000 copias  |
| 9.°  | 4 de abril de 2007       | smile                               | 11                        | N/A            |
| 10.° | 11 de julio de 2007      | Natsu Koi (夏恋)                    | 10                        | N/A            |
| 11.° | 26 de septiembre de 2007 | Mitsuyubi (蜜指～ミツユビ～)        | 5                         | N/A            |
| 12.° | 5 de diciembre de 2007   | Namida no Ondo(涙の温度)            | 4                         | 19 391 copias  |
| 13.° | 29 de octubre de 2008    | Monochrome no Kiss (モノクロのキス) | 4                         | 81 055 copias  |
| 14.° | 14 de enero de 2009      | Nidome no Kanojo (2°C目の彼女)      | 3                         | 48 213 copias  |
| 15°  | 29 de abril de 2009      | Uso (嘘)                            | 2                         | 106 282 copias |
| 16°  | 11 de noviembre de 2009  | one way                             | 3                         | 54 683 copias  |
| 17°  | 3 de marzo de 2010       | sleep                               | 2                         | 56 135 copias  |
| 18°  | 2 de junio de 2010       | Rain (レイン)                       | 2                         | 80 130 copias  |
| 19°  | 29 de septiembre de 2010 | Cosmetic                            | 3                         | 44 745 copias  |
| 20°  | 1 de diciembre de 2010   | Ranbu no Melody (乱舞のメロディ)    | 5                         | 57 538 copias  |
| 21°  | 28 de septiembre de 2011 | Itsuka (いつか)                     | 2                         | 47 989 copias  |
| 22°  | 28 de diciembre de 2011  | Fuyu no Bench (冬のベンチ)          | 6                         | 32 380 copias  |
| 23°  | 2 de mayo de 2012        | Nokoriga (残り香)                   | 5                         | N/A            |
| 24°  | 9 de mayo de 2012        | S                                   | 4                         | N/A            |
| 25°  | 21 de noviembre de 2012  | V.I.P.                              | 4                         | 49 276 copias  |
| 26°  | 10 de abril de 2013      | Koi ni Ochite (恋におちて)          | 4                         | N/A            |
| 27°  | 24 de julio de 2013      | summer lover (サマラバ)             | 7                         | 20 380         |
| 28°  | 6 de noviembre de 2013   | Anniversary                         | 6                         | N/A            |
| 29°  | 12 de febrero de 2014    | hug                                 | 6                         | N/A            |
| 30°  | 27 de agosto de 2014     | ENAMEL                              | 7                         | 34 712 copias  |
| 31°  | 10 de diciembre de 2014  | White Tree                          | 7                         | 16 040 copias  |

DVD
- [2007.02.07] SIDNAD vol. 1 ～film of“play”～
- [2008.05.14] SIDNAD vol. 2 ～clips one～
- [2008.10.15] SIDNAD Vol. 3 ～TOUR 2008 センチメンタルマキアート～
- [2009.02.10] SIDNAD Vol. 4 ～TOUR 2009 光
- [2010.07.28] SIDNAD Vol. 5 ～clips two～
- [2011.03.16] SIDNAD Vol.6 ～LIVE 2010～
- [2011.10.05] SIDNAD Vol.7 ～dead stock tour 2011～
- [2013.03.06] SIDNAD Vol.8 ～TOUR 2012 M&W ～
- [2013.12.11] SIDNAD Vol.9 ～YOKOHAMA STADIUM～ <10th Anniversary LIVE>
- [2014.04.09] SIDNAD Vol.10 ～CLIPS THREE～
- [2014.09.03] SID 10th Anniversary TOUR 2013
- [2015.03.18] SID TOUR 2014 OUTSIDER

Compilación
- Luna Sea Memorial Cover Album (19 de diciembre de 2007)